# Epsilon (fusée)
Pour les articles homonymes, voir Epsilon (homonymie).
Epsilon (auparavant Advanced Solid Rocket ou ASR) est un petit lanceur japonais développé par l'agence spatiale JAXA et capable de placer en orbite basse une charge utile de 1,5 tonne. Il a pris la suite en 2013 du lanceur M-V utilisé pour le lancement de satellites scientifiques jusqu'en 2006. La production et la mise en œuvre de ce dernier s'étaient avérées trop coûteuses et son utilisation a été arrêtée. Le lanceur est comme son prédécesseur propulsé par des moteurs à propergol solide. Ses étages dérivent en partie de composants des lanceurs H-IIA et M-V. Selon ses concepteurs, le lanceur permet de raccourcir et simplifier de manière significative les préparatifs de lancement. Le premier vol a eu lieu le 14 septembre 2013.

## Contexte et historique du développement
De 1997 à 2006, le Japon utilise un lanceur léger à propergol solide M-V pour placer en orbite ses petits satellites scientifiques (télescopes spatiaux et sondes spatiales interplanétaires). Ce lanceur est le dernier représentant de la famille des fusées Mu développée à compter des années 1970 par l'agence spatiale japonaise l'ISAS destinée à la recherche scientifique. Parallèlement, le Japon dispose d'une famille de lanceurs lourds à ergols liquides développée par l'agence spatiale consacrée aux applications spatiales, la NASDA. En 2003, les deux agences spatiales sont fusionnées pour former la JAXA et, en 2006, la fabrication du lanceur M-V est arrêtée : le coût de lancement de 70 M$, découlant notamment d'un premier étage à l'architecture complexe, est quatre fois plus élevé que celui des lanceurs étrangers aux capacités équivalentes. En août 2010, les responsables du programme spatial japonais annoncent le développement d'un nouveau lanceur léger à propergol solide, baptisé Epsilon, destiné à reprendre le rôle du lanceur M-V. Les ingénieurs japonais qui travaillent déjà depuis trois ans sur le projet, ont pour objectif de concevoir un lanceur moins coûteux grâce à une architecture simplifiée et un recours plus important à des composants existants. La construction de l'Epsilon est confiée à la société IHI Aerospace qui fabrique par ailleurs le propulseur d'appoint de la H-2A qui doit servir de premier étage au nouveau lanceur. IHI Aerospace était également le principal industriel impliqué dans la réalisation du lanceur M-V. Le premier vol a lieu en 2013. 

### Epsilon 2

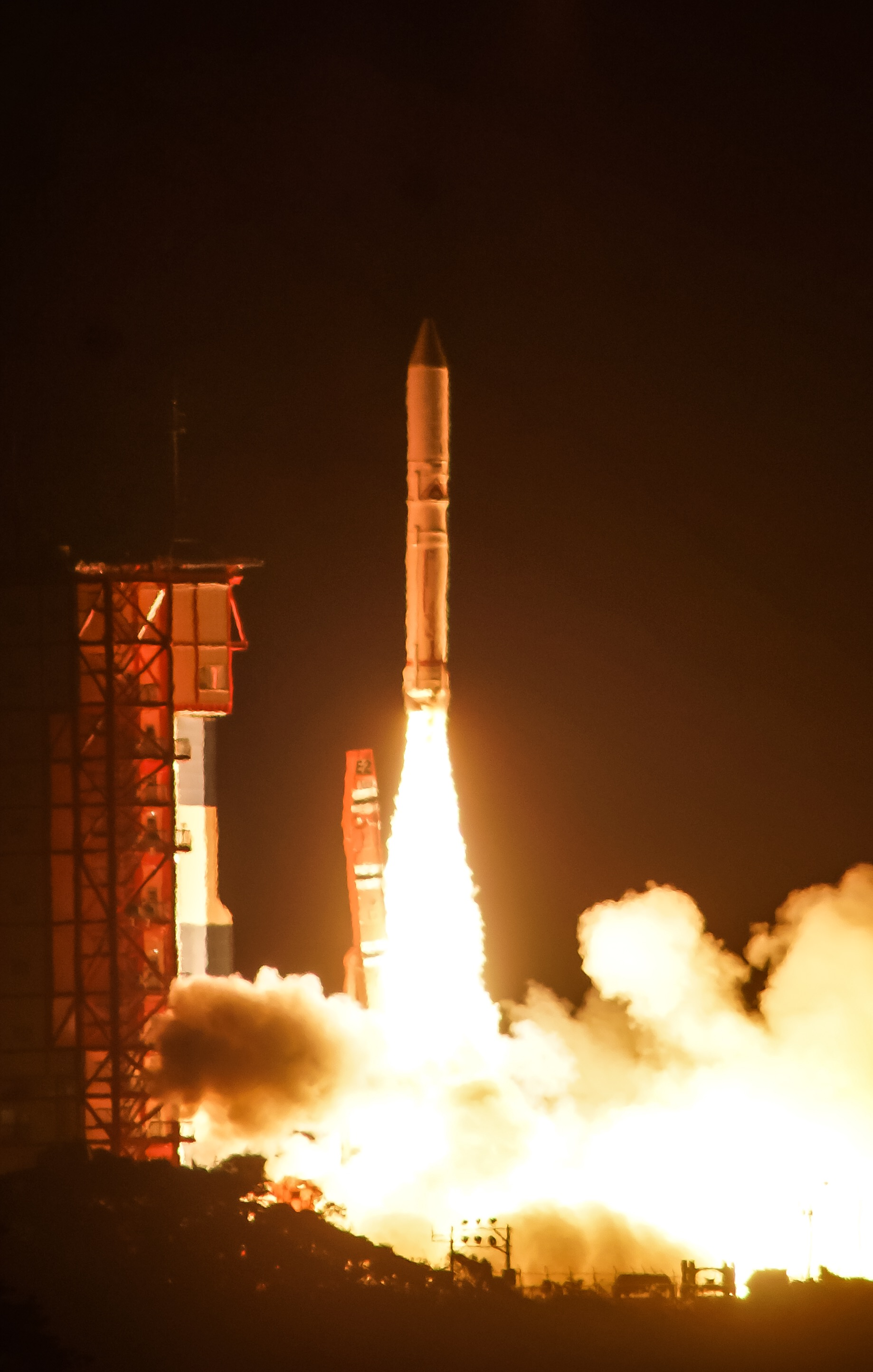
Décollage d'Epsilon-2 le 20 décembre 2016.

Dès le deuxième vol qui a lieu le 20 décembre 2016 une version plus puissante, baptisée Epsilon-2, est mise en œuvre et devient la version standard. La charge utile en orbite terrestre basse passe de 1,2 à 1,5 tonne. Sa longueur passe de 24 à 26 mètres et sa masse passe de 91 à 95 tonnes. Elle utilise un deuxième étage de taille plus importante. Le quatrième étage optionnel PBS emporte un réservoir agrandi qui lui permet de fonctionner 3 minutes de plus. Les tuyères des deuxième et troisième étage qui se déployaient en orbite sont désormais fixes (et donc plus longues) ce qui entraine un allongement des deux interétages. Grâce à ses modifications la charge utile en orbite terrestre basse passe de 1,2 à 1,5 tonne,. 
Le coût de développement de l'Epsilon-5 lancé en novembre 2021 s'est élevé à 5,8 milliards de yens ( 44,3 millions d'euros).
Le 12 octobre 2022, la fusée a connu son premier échec, conduisant à la perte de la charge utile. D'après les premières analyses de la JAXA, il semble que le problème est apparu lors de l'allumage du troisième étage.

### Espilon S
En juin 2020, la JAXA signe un accord pour la réalisation d'une version améliorée du lanceur Epsilon, dénommé Epsilon S (S pour "Synergie"), qui a pour but de transformer Epsilon en un lanceur compétitif sur le marché des vols commerciaux. Également, là où Epsilon est basée sur les technologies équipant également le lanceur H-IIA, Epsilon S possédera lui les technologies développées pour le nouveau lanceur japonais H-III.
Le premier étage sera modifié pour correspondre au nouveau SRB-3, développé pour la H-III. Le troisième étage, placé sous la coiffe sur la version initiale d'Epsilon, sera désormais placé en-dehors, et agrandi, pour permettre un accès simplifié à la charge utile. Visant une cadence pouvant monter jusqu'à deux lancements tous les trois mois, Epsilon S doit effectuer son premier vol en 2023.

## Caractéristiques techniques

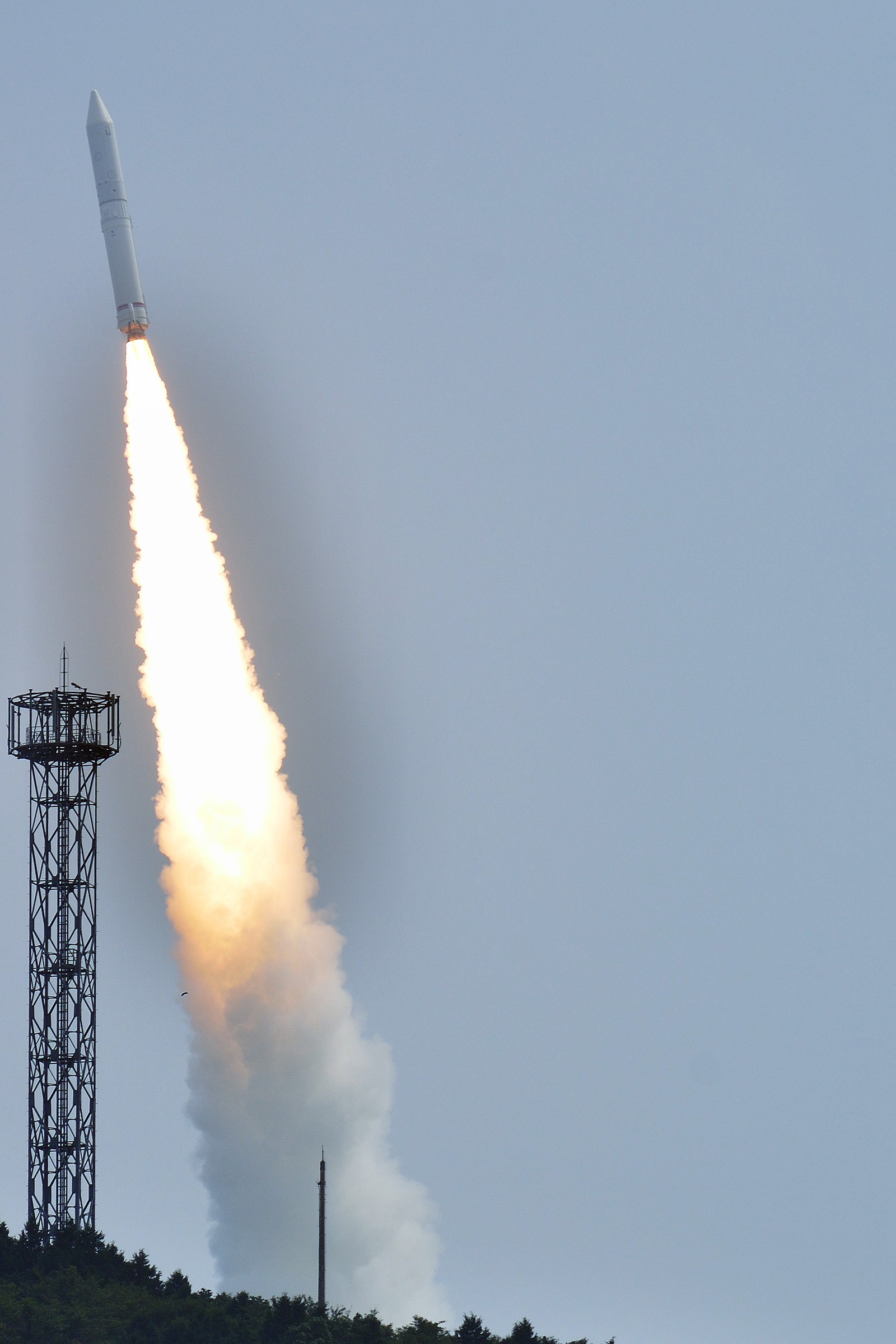
Premier lancement de la fusée Epsilon.

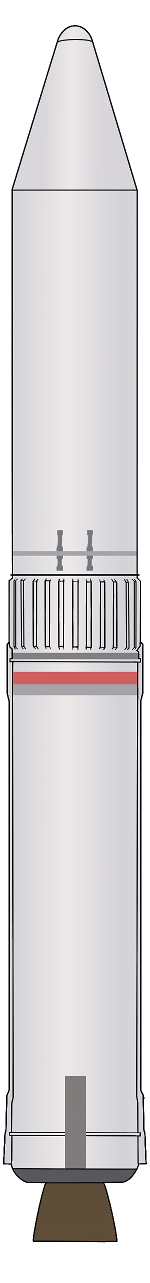
Schéma d'Epsilon.

Le lanceur Epsilon est conçu de manière à réduire son coût de production et de mise en œuvre de 50 % par rapport à son prédécesseur M-V. En contrepartie, sa charge utile est de 1,2 tonne contre 1,8 tonne pour son prédécesseur. Comme son prédécesseur, Epsilon utilise pour ses trois étages une propulsion à propergol solide. Le premier étage est constitué par le propulseur d'appoint SRB-A de la fusée japonaise H-IIA. Le second étage est dérivé du troisième étage de la fusée M-V. Le troisième étage est un nouveau développement dont l'orientation est contrôlée par mise en rotation (spin), un système moins onéreux que la stabilisation 3 axes utilisée par le lanceur M-V. La structure des moteurs est simplifiée et allégée. Parmi les innovations du nouveau lanceur figurent un système de test automatique de l'état du lanceur utilisant un logiciel d'intelligence artificielle qui doit diviser par quatre le temps de préparation d'un lancement et simplifier les opérations de contrôle qui pourront se faire à distance avec de simples ordinateurs portables. La coiffe longue de 8,90 mètres pour un diamètre de 2,5 mètres recouvre à la fois la charge utile et le troisième étage. Epsilon, avec une longueur de 26 mètres pour une masse de 95 tonnes, est plus compact que M-V (31 mètres). De manière optionnelle, le lanceur pourra inclure un petit module de propulsion solidaire du troisième étage, baptisé Post Boost Stage (PBS), utilisant une propulsion à ergols liquides permettant une insertion en orbite extrêmement précise.
| Caractéristique                 | Lanceur complet  | 1er étage        | 2eétage                    | 3eétage          | 4eétage (option) |
| ------------------------------- | ---------------- | ---------------- | -------------------------- | ---------------- | ---------------- |
| Désignation                     |                  | SRB-A3 (SRB-A)   | M-35 (M-34c)               | KM-V2c (KM-V2b)  | PBS              |
| Dimension (longueur × diamètre) | 26 m (24,4m)     | 11,7 × 2,5 m     | 5,16 x 2,5 m (3,4 × 2,2 m) | 2,3 × 1,4 m      | 1,2 × 1,2 m      |
| Masse                           | 95 t (91 t)      | 75 t             | 17,2 t (12,3 t)            | 2,9 t (3,3 t)    | 300 kg           |
| Carburant                       |                  | 75 t (66,3 t)    | 15 t (10,8 t)              | 2,5 t            | 120 kg (100 kg)  |
| Poussée maximale                |                  | 2150 kN          | 445 kN (371,5)             | 99,6 kN (99,8)   | 0,4 kN           |
| Impulsion spécifique            |                  | 283 s            | 295 s (300 s)              | 299 s (301 s)    | 215 s            |
| Durée de fonctionnement         |                  | 109 s (112 s)    | 129 s (102 s)              | 89 s             | 1280 s (1100 s)  |
| Ergols                          | propergol solide | propergol solide | propergol solide           | propergol solide | Hydrazine        |

Epsilon-2 est capable de placer 1,5 tonne sur une orbite basse elliptique (250 × 500 km), 590 kg sur une orbite héliosynchrone de 500 km avec une version à 4 étages et 365 kg en orbite haute avec une version à 3 étages (apogée 31 000 km) et 300 kg sur une trajectoire interplanétaire. Les lancements ont lieu depuis la base de lancement d'Uchinoura utilisée également par le lanceur M-V.

## Historique des lancements
Le premier vol a eu lieu le 14 septembre 2013 et a placé en orbite le petit télescope spatial japonais Hisaki/SPRINT-A. Le satellite de 320 kg doit être placé sur une orbite basse de 950 × 1 150 km pour une inclinaison de 31°. Le rythme de lancement prévisionnel de l'Epsilon est de un tir par an.
| Date (UTC)           | N° Vol | Modèle         | Charge utile                                                                                             | Type                                         | Masse          | Orbite                | Commentaire                                 |
| -------------------- | ------ | -------------- | --- | -------------------------------------------- | -------------- | --------------------- | ------------------------------------------- |
| 14 septembre 2013    | 1      | Epsilon        | Hisaki/SPRINT-A                                                                                          | Télescope spatial ultraviolet                | 350 kg         | Orbite héliosynchrone |                                             |
| 20 décembre 2016     | 2      | Epsilon-2      | Arase/ERG                                                                                                | Satellite scientifique étude de l'ionosphère | 350 kg         | Orbite haute          |                                             |
| 18 janvier 2018      | 3      | Epsilon-2 CLPS | ASNARO-2                                                                                                 | Satellite d'observation de la Terre radar    | 570 kg         | Orbite héliosynchrone |                                             |
| 17 janvier 2019      | 4      | Epsilon-2 CLPS | RAPIS-1 / MicroDragon / RISESAT (en) / ALE-1 / OrigamiSat-1 / AOBA-VELOX-IV / NEXUS                      | Satellite expérimental                       |                | Orbite basse          |                                             |
| 9 novembre 2021      | 5      | Epsilon-2 CLPS | RAISE-2 (en) / HIBARI (en) / Z-Sat / DRUMS (en) / ASTERISC (en) / ARICA / NanoDragon (en) / KOSEN-1 (en) | Satellite expérimental                       |                | Orbite basse          |                                             |
| 12 octobre 2022      | 6      | Epsilon-2 CLPS | RAISE-3 et cinq CubeSat                                                                                  | Satellite expérimental                       | Au moins 110kg |                       | Échec du vol lors de l'allumage du 3e étage |
| Lancements planifiés |        |                | |                                              |                |                       |                                             |
| 2024 (?)             |        | Epsilon-2 CLPS | JV-LOTUSat 1                                                                                             | Satellite d'observation de la Terre radar    |                | Orbite héliosynchrone | Satellite vietnamien                        |
| Vers 2025            |        | Epsilon S      | ? | ?                                            | ?              | ?                     | ?                                           |